# 宣烟铁路
宣烟铁路是中國河北省張家口市境內的一条支线铁路，全长约10公里。由京包铁路宣化站引出，向东后折向北，穿越宣化城区，至春光乡四方台村附近止。

## 概况
该条铁路线主要连接宣化到烟筒山铁矿，是1933—1944年日本佔領期間，为了运输烟筒山铁矿的矿石而由龙烟铁矿公司所建的鐵路。